# ×Aerangaeris
× Aerangaeris, (abreviado Arg) en el comercio, es un híbrido intergenérico entre los géneros de orquídeas Aerangis × Rangaeris. Fue publicado en Orchid Rev. 109: 13 (2001).